# Woincourt
Woincourt ist eine französische Gemeinde mit 1.276 Einwohnern (Stand 1. Januar 2022) im Département Somme in der Region Hauts-de-France. Sie gehört zum Arrondissement Abbeville, zum Kanton Friville-Escarbotin und zum Kommunalverband Vimeu.

## Geografie
Woincourt liegt im Norden Frankreichs am Südrand des Départements Somme im Vimeu, etwa 8 Kilometer vom Ärmelkanal entfernt. Die nächste größere Stadt Abbeville ist Sitz der Unterpräfektur des gleichnamigen Arrondissements. Sie ist 22 Kilometer entfernt und liegt in nordöstlicher Richtung. Direkte Nachbargemeinden von Woincourt sind Tully im Nordwesten, Fressenneville im Osten, Embreville im Südosten und Yzengremer im Südwesten. Das Gemeindegebiet umfasst 418 Hektar und liegt auf einer mittleren Höhe von 105 Metern über dem Meeresspiegel, die Mairie steht auf einer Höhe von 99 Metern. Das Gemeindegebiet gehört zum Regionalen Naturpark Baie de Somme Picardie Maritime.
Woincourt ist einer Klimazone des Typs Cfb (nach Köppen und Geiger) zugeordnet: Warmgemäßigtes Regenklima (C), vollfeucht (f), wärmster Monat unter 22 °C, mindestens vier Monate über 10 °C (b). Es herrscht Seeklima mit gemäßigtem Sommer.

## Kultur und Sehenswürdigkeiten
Das Kriegerdenkmal wurde von dem Architekten Pierre Chirol (1881–1953) entworfen und 1921 errichtet.
In der Kirche Saint-Martin steht eine denkmalgeschützte Truhe einer Confrérie de charité (‚Bruderschaft der Barmherzigkeit‘) aus dem 17. Jahrhundert. Die Truhe hat drei Schlösser. Die Schlüssel für die Truhe besaßen der Schöffe, der Propst und der Clerc („Kleriker“) der Bruderschaft.
Ein denkmalgeschütztes Relief aus dem 16. Jahrhundert, das Maria Magdalena mit zwei Reitern zeigte, wurde am 16. September 2002 aus der Kirche gestohlen.

## Wirtschaft und Infrastruktur
Der Bahnhof von Woincourt wurde im 19. Jahrhundert in Betrieb genommen. Die Bahnlinie führte damals ans Meer nach Ault. Der Bahnhof ist heute nur noch ein Haltepunkt und wird von Zügen der Linie Le Tréport – Abbeville – Amiens – Paris des Transport express régional (TER) angefahren.
Auf dem Gemeindegebiet gelten kontrollierte Herkunftsbezeichnungen (AOC) für Lammfleisch (Prés-salés de la baie de Somme). Die Lämmer weiden auf salzigen Wiesen an der Somme-Bucht.